# 愛知県立海翔高等学校
愛知県立海翔高等学校（あいちけんりつ かいしょうこうとうがっこう）は、愛知県弥富市六條町大崎に所在する公立の高等学校。

## 設置学科
- 普通科
  - スポーツコース
  - 環境防災コース
- 福祉科

## 沿革
- 1971年（昭和46年）4月 - 愛知県海部郡蟹江町に愛知県立蟹江高等学校開校。
- 1979年（昭和54年）4月 - 愛知県海部郡十四山村に愛知県立海南高等学校開校。
- 2005年（平成17年）4月 - 愛知県の第一次高等学校再編計画に基づき、海南高校の校地に愛知県立海翔高等学校が創立され、1期生が入学[注釈 1]。
- 2007年（平成19年）3月 - 2004年（平成16年）度入学者の卒業をもって、前身の海南高校と蟹江高校が廃校となる。それぞれ3月1日と3月3日に閉校式が行われた。
- 2015年（平成27年）3月21日 - 蟹江高校跡地に「蟹江町希望の丘広場」が完成[1]。
- 2025年（令和7年） - 愛知県立津島北高等学校と合併して津島北高校の校地に愛知県立津島北翔高等学校が開校[2]。

## 設立を巡る混乱
愛知県立海翔高等学校は愛知県立海南高等学校と愛知県立蟹江高等学校の統合という形で設立されたが、校舎は海南高校のものを引き続き使用している。そのため、地元では蟹江高校が海南高校に統合されると受け取られ、設立に際し蟹江高校の卒業生や地元蟹江町による反対運動も起きている。
1979年（昭和54年）開校の海南高校に比べ1971年（昭和46年）開校の蟹江高校の方が相対的に歴史が古く、2003年（平成15年）10月に愛知県による県立高校再編整備実施計画が発表された際の報道でも、海南高を蟹江高に統合するとされていた。
その後目立った反対運動などは起きなかったが、2004年（平成16年）の始めに一転して海南高校の校舎を使用するとの決定がなされたため、計画の撤回を求めて卒業生や蟹江町による反対運動が行われることとなった。2004年（平成16年）の10月には蟹江町による陳情書とともに蟹江高校の卒業生を中心とする1万291人分の署名が県側に提出されるに至ったが、結局計画は撤回されることはなかった。
海南高校の校舎が使われることになった理由として愛知県側は、海南高校の方が地元中学出身者の比率が高かったことや、校舎の耐震診断の結果が良かったことを挙げているが、海南高校がある旧十四山村周辺に県立普通科高校がなかったことも校舎存続に有利に働いたと思われる。

## アクセス
- 近鉄名古屋線 佐古木駅または近鉄弥富駅から自転車で10分程度。